# Salem (Nueva Jersey)
Salem es una ciudad ubicada en el condado de Salem en el estado estadounidense de Nueva Jersey. En el año 2010 tenía una población de 5,146 habitantes y una densidad poblacional de 714 personas por km².

## Geografía
Salem se encuentra ubicada en las coordenadas 39°34′11″N 74°28′3″O / 39.56972, -74.46750.

## Demografía
Según la Oficina del Censo en 2000 los ingresos medios por hogar en la localidad eran de $25,846 y los ingresos medios por familia eran $29,699. Los hombres tenían unos ingresos medios de $35,389 frente a los $24,354 para las mujeres. La renta per cápita para la localidad era de $13,559. Alrededor del 26.6% de la población estaba por debajo del umbral de pobreza.